# Valentino Manfredonia
Valentino Manfredonia (* 29. September 1989 in Jaboatão dos Guararapes, Brasilien) ist ein ehemaliger italienischer Boxer brasilianischer Herkunft im Halbschwergewicht.

## Leben und Herkunft
Der in Brasilien geborene Manfredonia wurde im Alter von ein paar Wochen von neapolitanischen Eltern adoptiert und wuchs im Stadtteil Pianura auf. Laut eigener Aussage war er als Kind Opfer von Mobbing und Rassismus, ehe er im Alter von zehn Jahren in Rione Traiano mit dem Boxsport begann.

## Boxkarriere
Manfredonia wurde 2006 Italienischer Kadettenmeister im Weltergewicht und gewann bei der Kadetten-Europameisterschaft 2006 in Tirana eine Bronzemedaille. 2007 wurde er im Mittelgewicht Italienischer Juniorenmeister und musste dann aufgrund einer Schulterverletzung für etwa drei Jahre pausieren.
2013 wurde er Italienischer Meister im Halbschwergewicht und gewann 2014 auch die EU-Meisterschaft in Sofia, wobei er unter anderem Petru Ciobanu, Radoslaw Pantalejew und Darren O’Neill besiegen konnte. 2015 gewann er bei den Europaspielen in Baku die Silbermedaille, nachdem er erst im Finalkampf gegen Teymur Məmmədov unterlegen war, wobei er zuvor unter anderem Džemal Bošnjak und Oleksandr Chyschnjak geschlagen hatte.
2016 wurde er Italienischer Meister im Halbschwergewicht und gewann für das italienische Team Italia Thunder jeden seiner sieben Kämpfe in der World Series of Boxing (WSB), im letzten davon gegen Hrvoje Sep, wodurch er sich die WSB-Individualwertung und einen Startplatz bei den Olympischen Spielen 2016 in Rio de Janeiro sicherte. Dort unterlag er jedoch in der Vorrunde mit 1:2 gegen Michail Dauhaljawez.
2017 schied er bei der Europameisterschaft in Charkiw im Halbfinale mit einer Bronzemedaille gegen Joe Ward aus und verlor im Achtelfinale der Weltmeisterschaft in Hamburg erneut gegen Dauhaljawez.
Nach über 130 Amateurkämpfen bestritt er dann noch von Juli bis Oktober 2019 zwei siegreiche Profikämpfe in Italien.